# Exocentrus basilanus
Exocentrus basilanus är en skalbaggsart som beskrevs av Stefan von Breuning 1956. Exocentrus basilanus ingår i släktet Exocentrus och familjen långhorningar.
Artens utbredningsområde är Filippinerna. Inga underarter finns listade i Catalogue of Life.